# Mulheres na Bíblia
O papel atribuído à mulher é referido na Bíblia como portadora, tal como o homem, da marca da divindade, de Deus. Nas Escrituras Sagradas, há muitas histórias registradas sobre mulheres, dentre as quais podem-se destacar Maria, Eva, Sara, Rebeca, Lia (ou Leia), Raquel, Miriã, Raabe, Débora, Jael, Noemi, Rute, Ana (mãe de Samuel), Abigail, Hulda, Ester, Judite, Ana (a profetisa), Isabel, Maria Madalena, Febe, Priscila, dentre muitas outras, quase todas consideradas heroínas ou colaboradoras daqueles que praticaram atos heróicos, havendo também cerca de meia dúzia de vilãs e antagonistas: a esposa de Potifar, Dalila, Jezabel, Atalia, Herodias, Salomé e Safira, basicamente.[carece de fontes?]
As esposas têm papel sempre importante nos relatos bíblicos, seja como amadas parceiras ou como companheiras de vida de seus maridos (Gênesis 2:20–24; Provérbios 19:14; Eclesiastes 9:9); do Monte Sinai, Deus ordenou às crianças que honrem tanto a mãe quanto o pai (Êxodo 20:12).

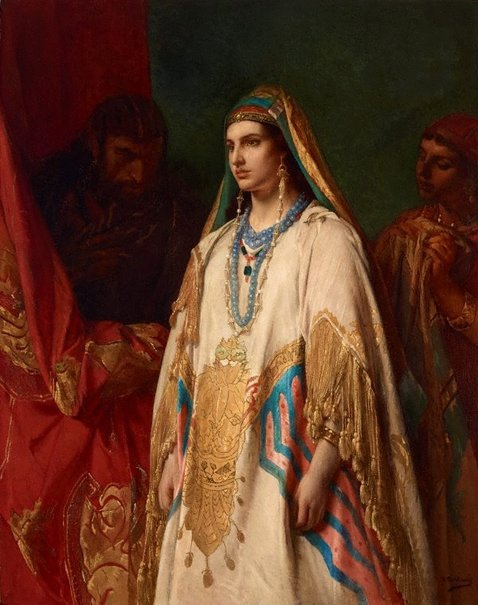
Ester (Jean-François Portaels, c.1869): a rainha que arriscou a vida para salvar seu povo de um genocídio.

A maternidade, na perspectiva bíblica, é de extrema relevância, sendo a mais alta dignidade que um ser humano pode receber da parte de Deus, como consta desde o terceiro capítulo do Livro de Gênesis: a salvação da humanidade reside na semente da mulher, isto é, na sua descendência, haja vista que a promessa dada por Deus após a Queda no Éden seria a restauração do homem e da mulher através de um descendente desta, que um diria pisaria a cabeça da serpente. Após saírem do Éden, a primeira atitude realizada pelo casal foi o gesto de Adão em dar à sua esposa o nome de Eva, cujo significado é mãe, já que ela seria a mãe da humanidade. Parte dos cristãos consideram Jesus Cristo como o descendente prometido da mulher: "Vindo, pois, a plenitude dos tempos, enviou Deus seu Filho, nascido de mulher…", cumprindo a profecia ao vencer a morte na Cruz, e um dia ressuscitará todos os que creem na promessa, dando-lhes vida eterna. Já outra, considera que Cristo era o Novo Adão, enquanto que a Nova Eva seria sua mãe, a Virgem Maria.
Não há qualquer motivo para considerar Eva marginalizada ou relegada a qualquer status secundário a Adão; muito pelo contrário, a Escritura situa a mulher com honras especiais; por fim, a Bíblia celebra e reconhece grandemente o valor de mulheres virtuosas, e estabelece a submissão integral da mulher a seu marido como o padrão ideal para a vida no lar, instituindo também o dever do marido de amar sua mulher "como Cristo amou a Igreja" ou seja, mais que a si mesmo, de maneira sacrificial e, se for necessário, até com o custo de sua própria vida.

## Eva

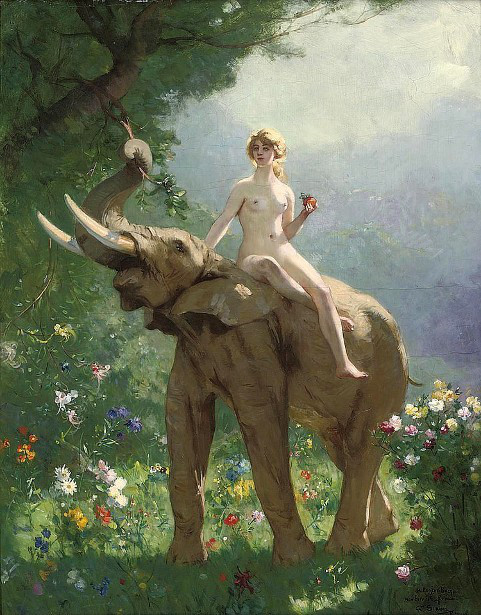
Eva no Éden (Gustave Surand, 1863-1917)

Segundo a Bíblia Sagrada, conforme consta no livro de Gênesis, a mulher foi criada "à imagem e semelhança de Deus", tal qual o homem; isto significa que ambos eram perfeitos, semelhantes a Deus e entre si, no tocante aos atributos divinos transmissíveis (ou comunicáveis), tais como a vida, a dimensão espiritual ou imaterial, a imortalidade, a consciência, a liberdade, o uso da razão, a noção de justiça e de responsabilidade, o senso ético e moral, a santidade, a virtude, a bondade, a integridade, a fidelidade, a honra, a autoridade sobre o restante da criação, a criatividade, o uso da linguagem, a convivência comunitária com seus semelhantes (tal como na Trindade) e a capacidade de compreendê-los, a capacidade de gerar vida, de cuidar e de ensinar outros seres humanos, dentre outros atributos. A criação do homem e da mulher satisfez e agradou muito ao Criador, e naquele momento a obra de criação atingiu seu ápice de perfeição, o que se percebe pela declaração: "Viu Deus tudo quanto tinha feito, e eis que era muito bom".
A origem da mulher, de acordo com a Bíblia, foi extraordinária e sobrenatural. O relato bíblico, que se passa no Jardim do Éden, declara que Deus criou o primeiro homem, Adão, a partir da terra, após soprar em suas narinas o espírito, isto é, o fôlego divino; em seguida, planejando criar a primeira mulher, o Criador ordenou que Adão desse nome aos animais. Ao atender à ordem, Adão percebeu que cada em espécie de animal havia pares, pois de cada animal havia macho e fêmea, e então sentiu falta de não haver nada na criação que lhe correspondesse inteiramente, nenhum ser semelhante que lhe fizesse companhia.[carece de fontes?]
Após inventar nomes para centenas de animais, Adão se sentiu cansado, e adormeceu profundamente, possivelmente no horário da sesta, já que tudo ocorreu em só dia. Então Deus retirou uma costela de Adão, e criou a partir dela uma mulher, a primeira mulher, que viria a se chamar Eva; uma vez criada, o próprio Deus a trouxe até Adão, e, quando este despertou do sono, o Criador os apresentou um ao outro. Ao conhecê-la, o homem declarou em forma poética aquelas que seriam as suas únicas palavras registradas antes da Queda: "Esta, verdadeiramente, é osso dos meus ossos e carne da minha carne; receberá o nome de mulher, porque a partir do homem foi formada". A afirmação de Adão indica que os termos para homem e mulher eram parecidos na língua adâmica, já que na língua original em que o texto bíblico foi escrito, hebraico, homem se traduz Ish, enquanto mulher se traduz Isshah, sendo, portanto, nomenclaturas derivadas uma da outra, tal como menino e menina, em português.
O texto bíblico é claro em dizer que a mulher foi criada como equivalente e semelhante ao homem: "Disse o Senhor Deus: não é bom que o homem esteja só. Farei para ele uma auxiliadora que lhe seja idônea". O termo "idônea" pode ser traduzido também como "correspondente", "semelhante", "complementar", 'equivalente", "à sua altura" e "companheira". O fato de Eva ter sido criada por Deus a partir de uma costela do corpo de Adão significa que a mulher tem a mesma natureza e essência dele, tanto espiritualmente quanto materialmente, como sugere o próprio texto; além disso, significa que a mulher foi criada como sua companheira, ou seja, está a seu lado, assim como, simbolicamente, estão as costelas.
Nesse sentido, interpreta-se que o osso da costela aludiria à igualdade entre homem e mulher, dado que não foi utilizado um osso inferior (um osso do pé, por exemplo), nem um osso superior (do crânio, por exemplo), mas sim um osso do lado. Outra interpretação, em sintonia com a primeira, lembra que a mulher é protetora da vida e do que há de mais precioso no ser humano, dado que os ossos da costela protegem o coração. Vale notar que o coração, enquanto órgão central do organismo, é utilizado quase como sinônimo de "alma" na linguagem bíblica, abrangendo emoções, sentimentos, pensamentos, consciência, vontade e todos os outros aspectos imateriais do ser humano, como se percebe em muitas passagens do Antigo Testamento.[carece de fontes?]

## Maria
Maria de Nazaré, também chamada de Virgem Maria e Nossa Senhora, foi a mãe de Jesus Cristo, o Messias profetizado no Antigo Testamento. A Bíblia conta que Maria foi escolhida por Deus para gerar em seu ventre o Cristo. O Anjo Gabriel anuncia esta missão a ela, que aceita. Maria, que estava prometida em casamento com José, engravida por ação do Espírito Santo, sem ter tido relações com o noivo.
Fora das narrativas do nascimento e infância de Jesus, Maria é mencionada com pouca frequência após o início do ministério público do mesmo. Os Evangelhos dizem que Maria é aquela "de quem Jesus nasceu" (Mateus 1,16) e que ela é a "cheia de graça" (Lucas 1,28). Alguns estudiosos acreditam que as narrativas da infância foram interpolações da Igreja primitiva. Bart Ehrman explica que Jesus nunca é mencionado pelo nome no Talmude, mas há um ataque sutil ao nascimento virginal que se refere ao suposto filho ilegítimo de um soldado romano chamado "Panthera ." (Ehrman diz: "Em grego, a palavra para virgem é parthenos").
Maria é apresentada como uma humilde jovem que mora em Nazaré (longe dos centros de poder), e sem nenhuma posição ou status social especial. Porém, ela é escolhida para uma tarefa de grande honra: a de dar à luz ao próprio Deus encarnado. No Evangelho de Lucas, Maria visita Isabel, sua prima, e duas vezes Isabel a chama de bendita (Lucas 1,42-45). A própria Maria afirma que todas as gerações futuras a chamarão de bem-aventurada (1,48). Dias após o nascimento de Jesus, um homem chamado Simeão, tomado pelo Espírito Santo, profere palavras proféticas sobre Jesus, e depois diz a Maria que uma espada transpassaria a alma dela (Lucas 2, 35). Maria "guardava sobre todas essas coisas em seu coração" (Lucas 2,51).
O Evangelho de João nunca a identifica pelo nome, referindo-se a ela como a "mãe de Jesus". Maria aparece duas vezes em João, uma vez no início do Evangelho e outra perto do final. A primeira é durante as Bodas de Caná, no capítulo 2, em que Jesus, a pedido de Maria, realiza seu primeiro milagre, transformando água em vinho. A segunda é durante a crucificação, em que Maria e o apóstolo João estão aos pés da cruz, e Jesus entrega Maria aos cuidados de seu discípulo. A frase de Jesus a João "eis aí tua mãe" é frequentemente interpretada como uma entrega da maternidade espiritual de Maria a todos os cristãos, pois segundo a Bíblia estes são parte do corpo de Cristo, a Igreja. A última menção explícita a Maria na Bíblia é em Atos 1:14, em que Maria é referenciada como uma das pessoas que perseveraram na oração após a Ascensão de Jesus.
Em Apocalipse 12, é mostrada uma mulher com uma coroa de doze estrelas, que dá a luz a um menino que "há de reger as nações pagãs com cetro de ferro". O menino é então levado ao Céu para junto de Deus. A Tradição Católica identifica esta mulher como Maria, ressaltando assim a doutrina mariana de que a mãe de Jesus, após sua vida terrena, foi coroada Rainha do Céu e da Igreja.

## Análise cética, mitológica e religiosa comparada
Joseph Campbell acreditava que o relato da criação de Eva era uma metáfora criada pela tradição religiosa hebraica. Campbell expõe que a metáfora da costela de Adão exemplificaria o distanciamento dos hebreus da religião cultuada entre os povos antigos — a do culto à Mãe Terra, Mãe Cósmica ou Deusa Mãe. Este culto inseria-se dentro de um contexto social e religioso cujas raízes remontam aos registros pré-históricos do Paleolítico e do Neolítico.
A arqueologia pré-histórica e a mitologia pagã registram esta origem do culto à Deusa-Mãe. Algumas remotas descobertas de religião humana remetem, inicialmente, ao culto aos mortos, e ao intenso culto da cor vermelha ou ocre associado ao sangue menstrual e ao poder de dar a vida.[carece de fontes?]
Na mitologia grega, por exemplo, a chamada "mãe de todos os deuses", a deusa Reia (ou Cibele, entre os romanos), exprime este culto na própria etimologia: reia significa "terra" ou "fluxo". Campbell argumenta que Adão (do hebraico אדם, relacionado tanto a adamá ou "solo vermelho", "barro vermelho", quanto a adom ou "vermelho", e dam, "sangue") teria sido criado a partir do barro vermelho ou argila.[carece de fontes?]
A identidade da religião com a Mãe Terra, a fertilidade, a origem da vida e da manutenção da mesma com a mulher, seria, segundo Campbell, retratada também na Bíblia: "(…) a santidade da terra, em si, porque ela é o corpo da Deusa. Ao criar, Jeová cria o homem a partir da terra [da Deusa], do barro, e sopra vida no corpo já formado. Ele próprio não está ali, presente, nessa forma. Mas a Deusa está ali dentro, assim como continua aqui fora. O corpo de cada um é feito do corpo dela. Nessas mitologias dá-se o reconhecimento dessa espécie de identidade universal".
Todavia, uma análise mais atenciosa ao texto bíblico, em si mesmo, demonstra que não há nenhum elemento no próprio texto que dê fundamento à teoria de Campbell, haja vista que em nenhum momento é atribuído algum poder vital à terra; isto é, desde o primeiro capítulo de Gênesis, a terra é vista apenas como um fator físico (matéria), criado por Deus no início de tudo, e usado por ele como uma espécie de matéria-prima para a criação dos seres vivos. Em outras palavras, a vida não surge espontaneamente da terra, ela surge somente no momento em que o próprio Deus determina, pelo poder de sua palavra, que isto aconteça, e é dessa forma que foram criadas as plantas e os animais. Um caso especial se dá na criação do homem e da mulher: no caso do homem, foi o próprio Deus que, pessoalmente,«formou o homem do pó da terra e lhe soprou nas narinas o fôlego de vida, e o homem passou a ser alma vivente.» (Gênesis 2:7). No caso da mulher, novamente, o próprio Deus intervém de forma pessoal: primeiro, «fez cair um pesado sono sobre Adão, e este adormeceu; depois, tomou uma de suas costelas, fechou o lugar com carne…» (Gênesis 2:21)  (o que faz lembrar uma cirurgia), e «transformou [aquela costela de Adão] em uma mulher» (Gênesis 2:22), a primeira mulher, Eva. Posteriormente, em razão da queda do homem, Deus lhe diz que, assim como ele foi formado a partir da terra, assim voltará a ser em razão da morte, «porque tu és pó, e ao pó tornarás.» (Gênesis 3:19). Ou seja, na visão bíblica, a terra não tem vida em si mesma, nem qualquer atributo místico, pois é Deus quem dá vida a todos os seres; se isto não acontecesse, eles ainda seriam apenas terra, isto é, matéria inorgânica, sem vida, "pó". Portanto, a hipótese levantada por Campbell, de uma Deusa-Mãe presente subliminarmente e implicitamente no relato de Gênesis, não passa de uma especulação imaginada pelo próprio Campbell, sem qualquer amparo no relato bíblico; é, aliás, contrária ao que diz o próprio texto e rechaçada pelos demais textos das Escrituras. De acordo com a Bíblia, nem o homem nem a mulher devem ter a arrogância de considerar seu próprio gênero como superior, haja vista que ambos foram criados pelo mesmo Deus, à semelhança dele, e devem a ele se submeter, para não caírem em seus próprios erros.